# Trinidad García de la Cadena
Trinidad García de la Cadena là một đô thị thuộc bang Zacatecas, México. Năm 2005, dân số của đô thị này là 2964 người.